# تفلی
تفلی، روستایی از توابع بخش مرکزی شهرستان سروآباد در استان کردستان ایران است.
این روستا دارای یک دریاچه کوچک به اسم زل است که در جنوب روستا و در فاصله 2کیلو متری روستا قرار دارد 
این روستا دارای مکان های باستانی زیادی است که از آن میتوان به قله پیر{قلای پیر}. مزار پیر بالینان.دشت      هه وهشی.و تاژگاوان و بانه سار و... اشاره کرد.
از کوه های مرتفع آن میتوان .دوله خوان ,جولاسان,قلای زل,پیر بالینان,قلای غریبان وبانه سار ... نام برد.
چشمه های نامی این روستا, کانی هه وه شی,کانی زل.کانی گوزه مار.بیلو.و کانی زانیو کانی جولاسان  اشاره کرد.
زبان  مردم روستا زبان کردی{سورانی}است دین اسلام است. مذهب سنی و پیرو  امام شافعی اند.
این روستا داری مدرسه ابتدایی و رهنمایی است داری مسجد است دارای کلاس قران و فقه و علوم دینی است
شغل مردم روستا: کشاورزی ,دامپروری,سنگ تراشی,کولبری,و..... هستند

## جمعیت
این روستا در دهستان کوسالان قرار دارد و براساس سرشماری مرکز آمار ایران در سال ۱۳۸۵، جمعیت آن ۵۶۷ نفر (۱۴۳خانوار) بوده‌است.در سال 1400 نزدیک 950 نفر و 230خانه وار است